# Gampsorhynchus
Gampsorhynchus es un género de aves paseriformes perteneciente a la familia Pellorneidae.

## Especies
El género contiene las siguientes dos especies:
- Gampsorhynchus rufulus - timalí cabeciblanco;
- Gampsorhynchus torquatus - timalí acollarado.